# Gare d'Izumi-Sunagawa
La gare d'Izumi-Sunagawa (和泉砂川駅, Izumi-Sunagawa-eki) est une gare ferroviaire de la ville de Sennan, dans la préfecture d'Osaka au Japon. La gare est gérée par la JR West.

## Situation ferroviaire
La gare d'Izumi-Sunagawa est située au point kilométrique (PK) 40,5 de la ligne Hanwa.

## Histoire
La gare d'Izumi-Sunagawa est inaugurée le 16 juin 1930 sous le nom de gare de Shindachi. Elle prend ensuite le nom de Hanwa-Sunagawa puis de Sunagawaen, avant de recevoir son nom actuel en 1944.

## Service des voyageurs

### Accès et accueil
La gare dispose d'un bâtiment voyageurs, avec guichet, ouvert tous les jours.

### Desserte
- Ligne Hanwa :
  - voies 1 et 2 : direction Hineno et Tennoji
  - voies 3 et 4 : direction Wakayama

## Dans les environs
- Ruines du Kaie-ji